# Gare de Higashi-Kawaguchi
La gare de Higashi-Kawaguchi (東川口駅, Higashi-Kawaguchi-eki) est une gare ferroviaire japonaise située à Kawaguchi dans la préfecture de Saitama. Elle est gérée par les compagnies JR East et Saitama Railway Corporation.

## Situation ferroviaire
La gare de Higashi-Kawaguchi est située au point kilométrique (PK) 68,0 de la ligne Musashino et 12,2 de la ligne Saitama Railway.

## Histoire
La gare a été inaugurée le 1er avril 1973 sur la ligne Musashino. La ligne Saitama Railway y arrive le 28 mars 2001.

## Services aux voyageurs

### Accès et accueil
La gare dispose d'un bâtiment voyageurs, avec guichet, ouvert tous les jours.

### Desserte

#### JR East
- Ligne Musashino :
  - voie 1 : direction Fuchū-Hommachi
  - voie 2 : direction Nishi-Funabashi (interconnexion avec la ligne Keiyō pour Tokyo ou Kaihin-Makuhari)

#### Saitama Railway
- Ligne Saitama Railway :
  - voie 1 : direction Urawa-Misono
  - voie 2 : direction Akabane-Iwabuchi (interconnexion avec la ligne Namboku pour Meguro)